# Gabriel Matías Fernández
Gabriel Matías Fernández (Montevideo, 13 de mayo de 1994) es un futbolista uruguayo, juega como delantero y actualmente se encuentra en el Club de Fútbol Cruz Azul de la Primera División de México.

## Trayectoria
Se formó en las inferiores de Defensor Sporting Club. Disputó de la Copa Libertadores Sub-20 de 2012 que se realizó en Perú, jugó tres partidos y anotó un gol contra Alianza Lima, ganaron 5 a 1 y quedaron primeros en el grupo. El plantel llegó a la final pero perdió contra River Plate por 1 a 0.
Para la temporada 2012-13 fue cedido al Cerro Largo Fútbol Club y disputó el Torneo Clausura. Debutó como profesional el 23 de febrero de 2013 en el Parque Viera, se enfrentó a Wanderers como titular y perdieron 2 a 1. En su tercer partido, contra Progreso, anotó su primer gol y ganaron 2 a 1. A pesar de no tener un gran torneo y quedaron últimos en la tabla anual, Cerro Largo mantuvo la categoría.
Volvió a Defensor Sporting y fue incluido en el primer equipo para la temporada 2013-14 pero jugó sólo cuatro partidos.
Para la temporada 2014-15, no lo iban a tener en cuenta en su club, fue cedido nuevamente, esta vez al Racing Club de Montevideo. En el Torneo Apertura lograron el segundo puesto, aportó 5 goles y una asistencia. Cuando regresó a Defensor, quedó libre, por lo que arregló nuevamente para jugar con Racing.
El 11 de enero de 2017 viajó a Porto Alegre para fichar por Grêmio, pero al realizarse la revisión médica se le constata una lesión en los ligamentos. El pase se cayó y el “Toro” volvió a Uruguay para operarse. Esa cirugía le deparó una larga recuperación. El 26 de noviembre de 2016 había anotado su último gol con la camiseta de Racing y el 19 de noviembre de 2017 marcó y le ganaron 5 a 2 a Danubio. 
El 18 de enero de 2018, un año después de aquel trago amargo, fue fichado por Peñarol luego de que el club acordara con Racing C. M., dueño de su ficha, comprar el 50% a cambio a U$S 750 mil para firmar un contrato por tres años.
Su debut con la camiseta del aurinegro fue 4 días después, frente al clásico rival. Ingresó en el minuto 65’ y a once minutos de haber ingresado a la cancha, Gabriel Fernández recibió solo frente al arquero luego de un contragolpe que comenzó Rodrigo Piñeiro. El “Toro”, ya adentro del área de Nacional, definió notable para poner el 2-0 del aurinegro y debutar con gol en su primer partido con la camiseta de Peñarol.[cita requerida]
En las filas de Peñarol, el "Toro" Fernández marcó 18 goles y repartió siete asistencias en 54 partidos.
El 4 de julio de 2019 se hizo oficial su incorporación al R. C. Celta de Vigo y firmó un contrato de cinco años de duración.
El 11 de septiembre de 2020 llegó como cedido al Real Zaragoza de la Segunda División de España por una temporada.
Después de una temporada con los Pumas de UNAM, en diciembre de 2023 se confirmó su traspaso al Cruz Azul.

## Estadísticas
Actualizado al último partido jugado el 16 de agosto de 2025.
| Club                           | Div.                | Temporada           | Liga  | Liga  | Liga   | Copas Nacionales | Copas Nacionales | Copas Nacionales | Torneos Internacionales | Torneos Internacionales | Torneos Internacionales | Total | Total | Total  |
| Club                           | Div.                | Temporada           | Part. | Goles | Asist. | Part.            | Goles            | Asist.           | Part.                   | Goles                   | Asist.                  | Part. | Goles | Asist. |
| ------------------------------ | ------------------- | ------------------- | ----- | ----- | ------ | ---------------- | ---------------- | ---------------- | ----------------------- | ----------------------- | ----------------------- | ----- | ----- | ------ |
| Cerro Largo · Uruguay          | 1.ª                 | 2012-13             | 12    | 2     | 0      | —                | —                | —                | —                       | —                       | —                       | 12    | 2     | 0      |
| Cerro Largo · Uruguay          | Total club          | Total club          | 12    | 2     | 0      | 0                | 0                | 0                | 0                       | 0                       | 0                       | 12    | 2     | 0      |
| Defensor Sporting · Uruguay    | 1.ª                 | 2013-14             | 4     | 0     | 0      | 0                | 0                | 0                | —                       | —                       | —                       | 4     | 0     | 0      |
| Defensor Sporting · Uruguay    | Total club          | Total club          | 4     | 0     | 0      | 0                | 0                | 0                | 0                       | 0                       | 0                       | 4     | 0     | 0      |
| Racing de Montevideo · Uruguay | 1.ª                 | 2014-15             | 14    | 5     | 1      | —                | —                | —                | —                       | —                       | —                       | 14    | 5     | 1      |
| Racing de Montevideo · Uruguay | 1.ª                 | 2015-16             | 16    | 0     | 2      | —                | —                | —                | —                       | —                       | —                       | 16    | 0     | 2      |
| Racing de Montevideo · Uruguay | 1.ª                 | 2016-17             | 19    | 10    | 4      | —                | —                | —                | —                       | —                       | —                       | 19    | 10    | 4      |
| Racing de Montevideo · Uruguay | Total club          | Total club          | 49    | 15    | 7      | 0                | 0                | 0                | 0                       | 0                       | 0                       | 49    | 15    | 7      |
| Peñarol · Uruguay              | 1.ª                 | 2018-19             | 41    | 17    | 6      | 1                | 0                | 1                | 12                      | 1                       | 0                       | 54    | 18    | 7      |
| Peñarol · Uruguay              | Total club          | Total club          | 41    | 17    | 6      | 1                | 0                | 1                | 12                      | 1                       | 0                       | 54    | 18    | 7      |
| Celta de Vigo · España         | 1.ª                 | 2019-20             | 20    | 1     | 1      | 2                | 0                | 0                | —                       | —                       | —                       | 22    | 1     | 1      |
| Celta de Vigo · España         | Total club          | Total club          | 20    | 1     | 1      | 2                | 0                | 0                | 0                       | 0                       | 0                       | 22    | 1     | 1      |
| Real Zaragoza · España         | 2.ª                 | 2020-21             | 30    | 0     | 0      | 2                | 0                | 0                | —                       | —                       | —                       | 32    | 0     | 0      |
| Real Zaragoza · España         | Total club          | Total club          | 30    | 0     | 0      | 2                | 0                | 0                | 0                       | 0                       | 0                       | 32    | 0     | 0      |
| Fútbol Club Juárez · México    | 1.ª                 | 2021-22             | 15    | 4     | 1      | —                | —                | —                | —                       | —                       | —                       | 15    | 4     | 1      |
| Fútbol Club Juárez · México    | 1.ª                 | 2022-23             | 32    | 8     | 4      | —                | —                | —                | —                       | —                       | —                       | 32    | 8     | 4      |
| Fútbol Club Juárez · México    | Total club          | Total club          | 47    | 12    | 5      | 0                | 0                | 0                | 0                       | 0                       | 0                       | 47    | 12    | 5      |
| Pumas UNAM · México            | 1.ª                 | 2022-23             | —     | —     | —      | —                | —                | —                | 3                       | 2                       | 0                       | 3     | 2     | 0      |
| Pumas UNAM · México            | 1.ª                 | 2023-24             | 20    | 7     | 1      | —                | —                | —                | —                       | —                       | —                       | 20    | 7     | 1      |
| Pumas UNAM · México            | Total club          | Total club          | 20    | 7     | 1      | 0                | 0                | 0                | 3                       | 2                       | 0                       | 23    | 9     | 1      |
| Cruz Azul · México             | 1.ª                 | 2023-24             | 6     | 2     | 0      | —                | —                | —                | —                       | —                       | —                       | 6     | 2     | 0      |
| Cruz Azul · México             | 1.ª                 | 2024-25             | 21    | 5     | 2      | —                | —                | —                | 8                       | 2                       | 0                       | 29    | 7     | 2      |
| Cruz Azul · México             | 1.ª                 | 2025-26             | 1     | 1     | 0      | —                | —                | —                | 0                       | 0                       | 0                       | 1     | 1     | 0      |
| Cruz Azul · México             | Total club          | Total club          | 28    | 8     | 2      | 0                | 0                | 0                | 8                       | 2                       | 0                       | 36    | 10    | 2      |
| Total en su carrera            | Total en su carrera | Total en su carrera | 251   | 62    | 22     | 5                | 0                | 1                | 23                      | 5                       | 3                       | 279   | 67    | 23     |

### Tripletes
| Lista de partidos en los que anotó tres o más goles | Lista de partidos en los que anotó tres o más goles | Lista de partidos en los que anotó tres o más goles | Lista de partidos en los que anotó tres o más goles | Lista de partidos en los que anotó tres o más goles | Lista de partidos en los que anotó tres o más goles | Lista de partidos en los que anotó tres o más goles |
| N.º                                                 | Fecha                                               | Estadio                                             | Partido                                             | Goles                                               | Resultado                                           | Competición                                         |
| --------------------------------------------------- | --------------------------------------------------- | --------------------------------------------------- | --------------------------------------------------- | --------------------------------------------------- | --------------------------------------------------- | --------------------------------------------------- |
| 1                                                   | 12 de agosto de 2018                                | Belvedere, Montevideo                               | Liverpool - Peñarol                                 | Gol · Gol · Gol                                     | 2 - 4                                               | Campeonato Uruguayo 2018                            |

## Palmarés

### Títulos nacionales
| Título              | Club          | País    | Año  |
| ------------------- | ------------- | ------- | ---- |
| Supercopa Uruguaya  | C. A. Peñarol | Uruguay | 2018 |
| Torneo Clausura     | C. A. Peñarol | Uruguay | 2018 |
| Campeonato Uruguayo | C. A. Peñarol | Uruguay | 2018 |
| Torneo Apertura     | C. A. Peñarol | Uruguay | 2019 |

### Campeonatos internacionales
| Título                           | Equipo    | País   | Año  |
| -------------------------------- | --------- | ------ | ---- |
| Liga de Campeones de la Concacaf | Cruz Azul | México | 2025 |

### Distinciones individuales
| Distinción                                                                     | Año  |
| ------------------------------------------------------------------------------ | ---- |
| Mejor delantero del Campeonato Uruguayo para Referí                            | 2016 |
| Parte del equipo ideal del Campeonato Uruguayo para Referí                     | 2016 |
| Máximo goleador del Campeonato Uruguayo (8 goles) (junto a Pablo Martín Silva) | 2016 |
| JugadorManyadelMes de agosto                                                   | 2018 |
| Mejor jugador del mes de agosto (Premio AUF)                                   | 2018 |
| JugadorManyadelMes de septiembre                                               | 2018 |
| Mejor jugador del mes de septiembre (Premio AUF)                               | 2018 |
| Máximo goleador del Torneo Clausura (9 goles)                                  | 2018 |
| Parte del equipo ideal del Campeonato Uruguayo (Premio AUF)                    | 2018 |
| Once ideal del Campeonato Uruguayo para Referí                                 | 2018 |